# VV Irene
VV Irene is een amateurvoetbalvereniging uit Gemonde in de Nederlandse gemeente Sint-Michielsgestel (provincie Noord-Brabant).

## Algemeen
De vereniging werd op 2 juli 1944 opgericht. Thuishaven is het “Sportpark De Laat”.

## Geschiedenis
De oprichting tijdens de bezetting van Nederland was mede een inspiratie voor de clubnaam en het logo van VV Irene. Irene is afgeleid van het Grieks en staat voor vrede, in het logo van de club is dit thema verwerkt in de vredesduif en de rode V van vrede. De rode V is ook terug te vinden op de shirts van de club.
Het eerste bestuur werd gevormd door de heren H. Vervoort (voorzitter), A. Stadhouders (secretaris) en H. v.d. Langenberg (penningmeester). Het eerste voetbalveld lag op “Den Hogert”, na de oorlog verhuisde de club naar het terrein “De Kampen”. De eerste jaren wisselden de prestaties en het ledenaantal sterk. In het seizoen 1951/52 behaalde VV Irene voor het eerst het kampioenschap. Promotie bleef helaas uit doordat de promotiewedstrijd tegen RKVV Den Dungen verloren ging. In 1955 werd Irene opnieuw kampioen en werd de promotie naar de Tweede klasse van de Brabantse Bond wel gehaald.
In het seizoen 1957/58 werd VV Irene opnieuw kampioen en promoveerde door een promotiewedstrijd tegen VV Boskant te winnen. Het sportieve hoogtepunt was de promotie naar de Vierde klasse KNVB in 1962 na winst op DVG uit Liempde. In 1965 moest er weer een stapje worden teruggedaan, maar het volgende seizoen wist Irene opnieuw de vierde klasse te behalen na een overwinning op SV Audacia uit Moergestel. Het sportieve succes en de ingebruikname van een nieuwe voetbalveld en kleedlokalen werd overschaduwd door het overlijden van voorzitter C. de Laat, op 24 maart 1966. Het sportpark van VV Irene is later naar hem vernoemd.
In 1970 moest er weer een stapje teruggedaan worden en vanaf die tijd speelt Irene afwisselend in de Eerste-, Tweede- en Derde klasse van de Brabantse Bond. In het seizoen 1980/81 werd promotie afgedwongen en een jaar later promoveerde het eerste elftal naar de Eerste klasse door het behalen van een periodetitel. Een jaar later wordt weer gedegradeerd, maar in 1987 keert Irene terug in de Eerste klasse door bij VV BZS uit Beusichem het kampioenschap te behalen. VV Irene bleef vervolgens zes seizoenen in de Eerste klasse voetballen.
Na de degradatie in 1993 volgde drie jaar later opnieuw promotie. Een goal in blessuretijd leverde winst, en daarmee promotie, op tegen SV Estria uit Escharen. Een jaar later zakte Irene opnieuw een klasse terug, waarna het twee jaar in de Zesde klasse bleef. Het elftal wist in 1999 opnieuw te promoveren na een ruime thuiszege op VV Ollandia in de laatste competitiewedstrijd van dat seizoen.
Ook in de 21e eeuw is het eerste elftal van Irene op en neer blijven gaan tussen de vijfde en de zesde klasse. In 2001 volgde er degradatie naar de zesde klasse, waarna in 2002 opnieuw een promotie gevierd kan worden, ditmaal voor het eerst in het KNVB-district Zuid-II. Een jaar later zakte Irene weer terug om vervolgens, in jubileumjaar 2004, via nacompetitie opnieuw te promoveren. In het seizoen 2004/05 degradeerde Irene opnieuw naar de zesde klasse.

### 2011 - 2017
Na jaren in de zesde klasse te hebben gevoetbald wist Irene in het seizoen 2011/12 na nacompetitie te promoveren naar de vijfde klasse. In seizoen 2012/13 werd er na het behalen van een elfde plaats weer gedegradeerd naar de Zesde klasse. In het hieropvolgende seizoen behaalde Irene slechts een dertiende plaats doordat er een beperkte selectie was, enkele ervaren spelers namen een stap terug en er was geen aanwas van jeugdspelers. Onder leiding van de toenmalige trainer Alex Raaijmakers werden enkele ervaren spelers van onder andere Blauw Geel '38 uit Veghel en enkele oud jeugdspelers bij clubs uit de regio gehaald om het eerste elftal op sleeptouw te nemen. In het vervolg hierop speelde Irene in het seizoen 2014/15 mee om de koppositie in de Zesde klasse en haalde uiteindelijk de nacompetitie.
Doordat de KNVB besloot om de Zesde klasse voor eerste elftallen op te heffen in district Zuid-II promoveerde Irene automatisch naar de Vijfde klasse voor seizoen 2015/16. Echter doordat Irene nacompetitie had gehaald mocht men spelen voor promotie naar de Vierde klasse. De nacompetitie verliep voorspoedig door achtereenvolgens OKSV met 4-0 en SCV '58 met 3-1 te verslaan. Hierna volgde de laatste nacompetitie wedstrijd welke na winst tot promotie naar de Vierde klasse zou leiden. Op 31 mei 2015 werd er om 14:30 op sportpark Ekkerzicht te Olland afgetrapt voor de promotie wedstrijd tegen SCMH uit Mariaheide. Deze wedstrijd werd helaas verloren met 1-3 en Irene promoveerde niet naar de Vierde- maar naar de Vijfde klasse.
Seizoen 2015/16 verliep een stuk minder succesvol dan het jaar ervoor en er werd met moeite een achtste plaats behaald in de vijfde klasse.

### 2017 - 2022
In het seizoen 2017/18 werd Michael van de Wal als nieuwe trainer aangesteld voor het eerste elftal van V.V. Irene. Michael had de taak om een nieuw eerste elftal op te bouwen met de doorstromende jeugd en de bestaande selectiespelers. In zijn trainersperiode wist hij een hecht team te vormen welke in het seizoen 2021/2022 mee deed om de prijzen in de Vijfde klasse C van District Zuid 1. Uiteindelijk werd een 4e plaats behaald welke recht gaf op de nacompetitie voor promotie naar de Vierde klasse. V.V. Irene moest over twee wedstrijden met VV Molenschot uitmaken wie er ging promoveren.
Irene won de thuiswedstrijd tegen Molenschot met 5-1 en legde een goede basis voor promotie. In een meer spannende dan goede wedstrijd wist V.V. Irene in Molenschot promotie naar de vierde klasse veilig te stellen. Er werd dan wel met 2-1 verloren maar het resultaat in gemonde was doorslaggevend. In 1970 speelde de club voor het laatst in de 4e klasse. Een prachtig afscheid voor trainer Michael van de Wal, die na vijf jaar afzwaaide bij de voetbalvereniging.

### 2023 -
In het seizoen 2022/23 kwam V.V. Irene voor het eerst sinds 1970 uit in de 4e klasse G. Doelstelling voor dit seizoen was handhaven in de 4e klasse. Door de vanuit de KNVB opgelegde versterkte degradatieregeling ging dit direct een zware doelstelling worden. Van de 14 teams in deze competitie zouden de nummers 12, 13 en 14 rechtstreeks degraderen naar de 5e klasse. De nummers 9, 10 en 11 waren genoodzaakt om nacompetitie te spelen. Dit seizoen wist V.V. Irene het menig team in de competitie moeilijk te maken met attractief voetbal. Uiteindelijk werd een 10e plaats behaald met 34 punten en een positief doelsaldo. Door de versterkte degradatieregeling was dit echter niet voldoende om rechtstreeks te handhaven.
V.V. Irene werd ingedeeld tegen FC Drunen, welke eveneens voor behoud in de 4e klasse streed, waarbij over één wedstrijd bepaald moest worden wie door mocht in de nacompetitie. Tijdens deze wedstrijd kantelde het spel meermaals en eindigde de reguliere speeltijd in een 3-3 stand. In de verlenging kwam Irene snel op een 5-3 achterstand en leek het spel gespeeld. Irene veerde terug en wist nog tot 5-4 terug te komen. Uiteindelijk bleek de verlenging net te kort om nog een gelijkmaker te maken en hiermee een penaltyserie af te dwingen. V.V. Irene degradeerde hierdoor na één seizoen in de 4e klasse terug naar de 5e klasse.

## Standaardelftal
Het standaardelftal speelt in het seizoen 2022/23 in de Vierde klasse van het KNVB-district Zuid-I.
Sinds seizoen 2022/23 staat het eerste elftal onder leiding van Youssef Laaroussi.

### Competitieresultaten 1963–2023
| 5 4A |

| 4 4B |

| 12 4B |

|  |

| 7 4E |

| 8 4E |

| 4 4A |

| 12 4A |

|  |

|  |

|  |

|  |

|  |

|  |

|  |

|  |

|  |

|  |

|  |

|  |

|  |

|  |

|  |

| 6 |

|  |

|  |

|  |

|  |

|  |

|  |

|  |

|  |

|  |

|  |

|  |

| 2 6F |

| 1 6E |

| 4 5E |

| 12 5G |

| 3 6F |

| 12 5G |

| 7 6G |

| 11 5G |

| 3 6F |

| 9 6G |

| 7 6G |

| 9 6G |

| 9 6F |

| 10 6F |

| 3 6F |

| 11 5H |

| 13 6D |

| 3 6D |

| 8 5H |

| 13 5F |

| 12 5C |

| 8 5C |

| 11 5E |

| 12 5C |

| 4 5C |

| 10 4G |

| 6 5E |

| - 5E |

| Vierde klasse | Vijfde klasse | Zesde klasse | Tweede klasse BVB |

In elke staaf van de grafiek staat van boven naar beneden vermeld: 
- Eindnotering

Dit is de positie die de club heeft bereikt in de competitie, zonder eventuele beslissings-, play-off- of nacompetitiewedstrijden die nodig zijn geweest om bijvoorbeeld de kampioen van de competitie te bepalen.
Indien een * achter het getal staat is de notering een tussenstand en kan het zijn dat de notering niet overeenkomt met de uiteindelijke eindstand van de competitie.
Staat er een - dan is het seizoen nog bezig en is er geen definitieve uitslag bekend.
Staat er xx op de positie van de notering, dan heeft de club vroegtijdig de competitie verlaten. Dit kan onder andere komen door terugtrekking van het team, faillissement van de club of door een uitgedeelde straf van de KNVB. In veel gevallen staat elders in het artikel de reden vermeld.
Staat er een ? dan is het resultaat uit het verleden onbekend, en is alleen de competitie of het niveau bekend van dat seizoen.
In de seizoenen 2019/20 en 2020/21 werd wegens de coronacrisis het amateurvoetbal afgebroken. Daardoor kennen deze staven geen eindklassering (middels -- weergegeven).
- Competitieniveau en afdelingsletter of Officiële eindstand Eredivisie
  - Competitieniveau en afdelingsletter

Hierbij geeft het getal het niveau weer, dat ook terug te vinden is in de legenda. De letter is de afdelingsaanduiding en wordt gebruikt wanneer er meer afdelingen zijn op hetzelfde niveau. De afdelingsletter is altijd een hoofdletter en wordt meestal zonder nummer gebruikt.
Voorbeeld: 2F is niveau 2e klasse competitie F.
Het competitieniveau en nummer wordt niet vermeld wanneer er slechts één competitie van dit niveau was.
  - Officiële eindstand Eredivisie (getal staat tussen haakjes vermeld)

Sinds de introductie van play-offwedstrijden voor Europees voetbal na afloop van de reguliere competitie in 2005/06, is de KNVB verplicht een eindstand van de Eredivisie door te geven aan de UEFA aan de hand van deze play-offwedstrijden.
Bij deze eindstand staan clubs die zich hebben gekwalificeerd voor Europees voetbal hoger dan clubs die zich niet wisten te kwalificeren. Indien er geen verschil was tussen de eindnotering en de officiële eindstand, staat dit getal niet vermeld.

- Onderafdeling

Hier staat afgekort de naam van de onderafdeling indien de club in dat jaar in een onderafdeling uitkwam. Tevens staat deze afkorting in de legenda en wordt gelinkt naar het artikel over deze onderafdeling. Deze afkorting wordt alleen vermeld wanneer de club in het verleden in verschillende onderafdelingen heeft gespeeld. Deze vermelding is in de staaf altijd in kleine letters. Deze onderafdelingen zijn na het seizoen 1995/96 afgeschaft. Heeft de club in slechts één onderafdeling gespeeld, dan is dit alleen terug te vinden in de legenda.
Onder de staaf staat het jaartal vermeld waarin het seizoen is afgesloten. 15 verwijst naar het seizoen 2014/15 of eventueel het seizoen 1914/15.
Wanneer een staaf leeg is, zijn deze gegevens niet bekend. Het kan ook zijn dat de club dat seizoen niet heeft meegespeeld op het hogere amateurniveau, vroegtijdig de competitie heeft verlaten of uit de competitie is gezet.

In het seizoen 1944/45 was er wegens de Tweede Wereldoorlog geen regulier competitievoetbal.
BMC · RKVV Den Dungen · VV Irene · SCG '18
Voormalig: SCI · RKVV Sint-Michielsgestel